# Yuki Yamazaki
Yuki Yamazaki (født 22. april 1990) er en tidligere japansk fodboldspiller.
Han har spillet for flere forskellige klubber i sin karriere, herunder Roasso Kumamoto.